# Генеральчики
Генеральчики (біл. вёска Генеральчікі) — село в складі Вілейського району Мінської області, Білорусь. Село підпорядковане Стешицькій сільській раді, розташоване в північній частині області.

## Історія
У 1921–1945 роках застінок знаходилось у Польщі, у Вільнюській воєводстві, Вілейського повіту, гміні Довгиново.

## Населення
- 1921 рік - 75 люди, 15 будинки[1].
- 1931 рік - 78 люди, 13 будинки[2].